# Гамлет (Небраска)
Гамлет (англ. Hamlet) — селище (англ. village) в США, в окрузі Гейз штату Небраска. Населення — 27 осіб (2020).

## Географія
Гамлет розташований за координатами 40°23′4″ пн. ш. 101°14′4″ зх. д. / 40.38444° пн. ш. 101.23444° зх. д. (40.384450, -101.234549).  За даними Бюро перепису населення США в 2010 році селище мало площу 0,81 км², уся площа — суходіл.

## Демографія
Згідно з переписом 2010 року, у селищі мешкало 57 осіб у 28 домогосподарствах у складі 18 родин. Густота населення становила 71 особа/км².  Було 35 помешкань (43/км²).
Расовий склад населення:
| - 94,7 % — білих - 3,5 % — азіатів - 1,8 % — осіб інших рас |

До двох чи більше рас належало 0,0 %. Частка іспаномовних становила 1,8 % від усіх жителів.
За віковим діапазоном населення розподілялося таким чином: 10,5 % — особи молодші 18 років, 59,7 % — особи у віці 18—64 років, 29,8 % — особи у віці 65 років та старші. Медіана віку мешканця становила 54,6 року. На 100 осіб жіночої статі у селищі припадало 147,8 чоловіків;  на 100 жінок у віці від 18 років та старших — 131,8 чоловіків також старших 18 років.
Середній дохід на одне домашнє господарство  становив 44 317 доларів США (медіана — 39 107), а середній дохід на одну сім'ю — 62 619 доларів (медіана — 51 563). Медіана доходів становила 43 750 доларів для чоловіків та 32 000 доларів для жінок. За межею бідності перебувало 1,6 % осіб, у тому числі 0,0 % дітей у віці до 18 років та 0,0 % осіб у віці 65 років та старших.
Цивільне працевлаштоване населення становило 24 особи. Основні галузі зайнятості: сільське господарство, лісництво, риболовля — 33,3 %, публічна адміністрація — 25,0 %, роздрібна торгівля — 12,5 %, будівництво — 12,5 %.